# 6981 Chirman
6981 Chirman (1993 TK2) là một tiểu hành tinh vành đai chính.